# Jeffrey Wammes

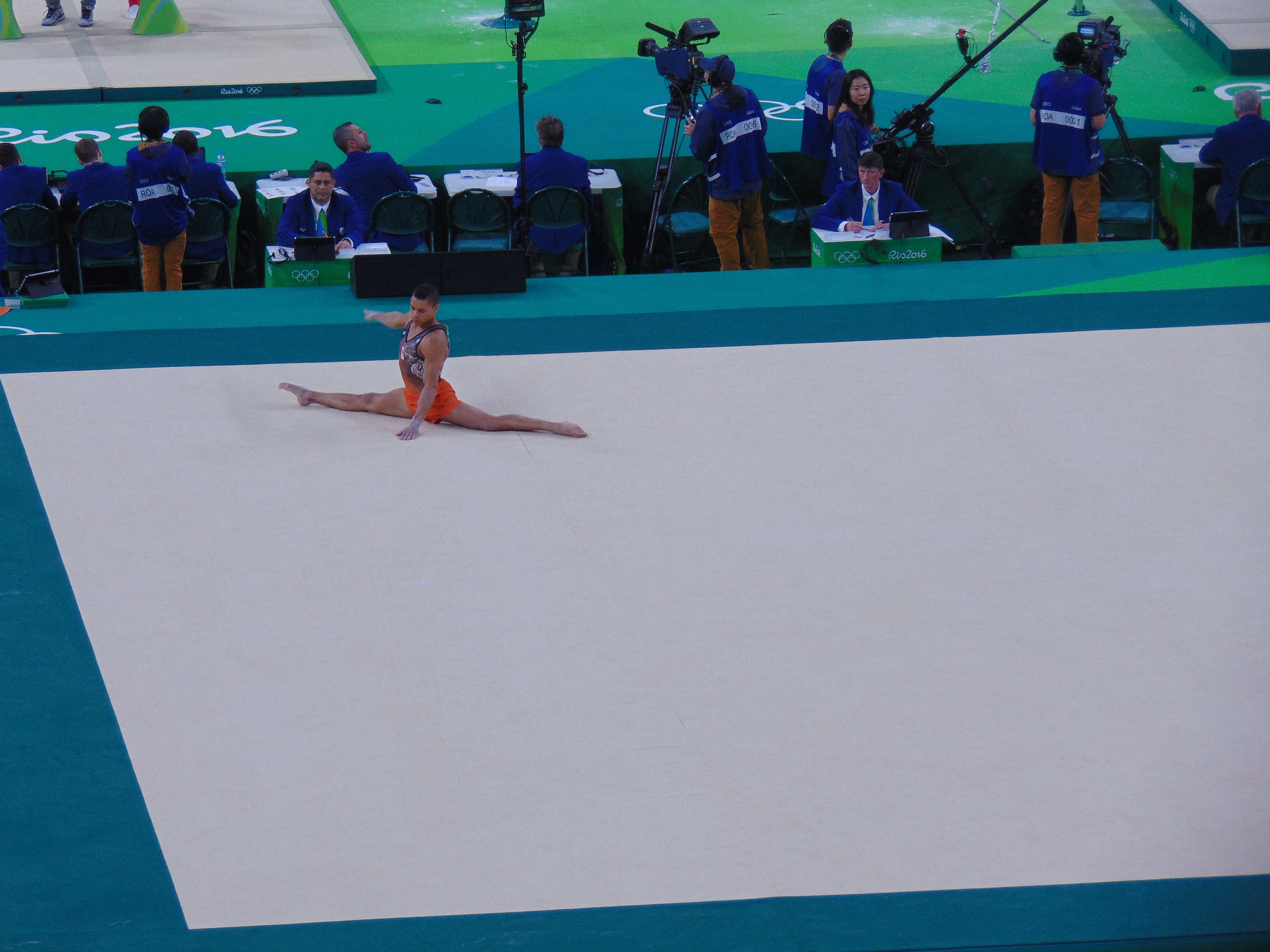

Jeffrey Wammes (Utrecht, 24 april 1987) is een Nederlands turner.
Wammes traint, samen met onder anderen Yuri van Gelder, bij sportclub Flik-Flak in 's-Hertogenbosch.

## Biografie
Wammes brak in 2005 op 17-jarige leeftijd internationaal door. Voor het eerst in de geschiedenis behaalde een Nederlander twee gouden medailles op de onderdelen vloer en sprong tijdens wereldbekerwedstrijden, wat het begin van zijn carrière als topsporter betekende. Bij het WK in Melbourne in 2005 waren Wammes en Epke Zonderland de eerste Nederlandse mannen in de geschiedenis die zich wisten te kwalificeren voor de meerkampfinale. Hij eindigde als vijfde op het onderdeel vloer. Op het EK eerder dat jaar in Debrecen won hij de bronzen medaille op het onderdeel sprong. Tijdens wereldbekerwedstrijden in New York won hij op beide onderdelen goud.
Na een veelbelovende start in 2005 kreeg Wammes te maken met een tegenslag. Op 18 maart 2006 brak de turner tijdens een vloeroefening op de wereldbekerwedstrijden in Lyon zijn beide enkels. Het waren zeer gecompliceerde breuken, waardoor aanvankelijk voor zijn loopbaan werd gevreesd. Zijn herstel verliep echter boven iedere verwachting, zodat Wammes in oktober van dat jaar al mee kon doen aan de Wereldkampioenschappen in Aarhus. Op het EK 2007 in Amsterdam wist hij zelfs twee finales te bereiken. Op het onderdeel sprong won hij een bronzen medaille. In de meerkamp eindigde hij als negende. Op het WK 2007 in Stuttgart werd hij vijfde in de finale rekstok.
Wammes werd tot nu toe viermaal Nederlands kampioen op de meerkamp, in 2005, 2007, 2008 en 2010.
Sinds maart 2010 is Wammes ambassadeur van Right To Play. Dit is een internationale humanitaire organisatie die met sport- en spelprogramma's het leven van kinderen in de meest achtergestelde gebieden ter wereld wil verbeteren.
Het jaar 2010 was een bijzonder goed jaar voor Wammes. Tijdens het WK Turnen in oktober in Rotterdam eindigde hij slechts op een achtste plaats op het onderdeel sprong, maar tijdens diverse World Cups sleepte hij veel medailles in de wacht.
Op 12 september won Wammes goud op het onderdeel sprong bij de World Cup wedstrijden in Gent. Op 20 november 2010 behaalde hij op drie onderdelen medailles tijdens de wereldbekerwedstrijden in Glasgow. Hij verdiende twee keer brons (op vloer en sprong) en won zilver op het onderdeel rek. Op sprong was hij zelfs eindwinnaar van de wereldbeker. Door deze goede prestaties heeft hij zich zeker gesteld van deelname op deze drie onderdelen tijdens de wereldbekerwedstrijden in 2011.
Ook behaalde hij dat jaar nog bij diverse World Cups de volgende medailles:
- 13 maart, Cottbus: brons op vloer,
- 23 maart, Qatar: 3x brons op de onderdelen vloer, sprong en ringen,
- 11 april, Parijs: zilver op sprong,
- 15 mei, Moskou: brons op vloer,
- 13 november, Stuttgart: 2x zilver op sprong en rek.

Als blijk van waardering voor deze goede prestaties, won hij op 13 december 2010 de "Fanny" voor Sportman van Amsterdam 2010.
In 2012 vocht Wammes de voordracht aan van Epke Zonderland voor de Olympische Spelen in Londen door de Koninklijke Nederlandse Gymnastiek Unie. Wammes won de zaak, maar een breuklijn in zijn knie beëindigde zijn Olympische droom voor 2012. Uiteindelijk werd Zonderland toch afgevaardigd naar de Spelen waar hij op 7 augustus 2012 een gouden medaille aan de rekstok haalde.
In 2014 deed Wammes mee aan het SBS6-programma Sterren Springen. Elke show waren de juryleden enthousiast evenals de kijkers thuis. Daardoor belandde Jeffrey uiteindelijk op Koningsdag in de finale. Samen met Anna-Alicia Sklias en Joey Spaan hoorde hij bij de laatste drie, uiteindelijk kwam Wammes als de winnaar uit de strijd.
Later in hetzelfde jaar deed Wammes mee aan het RTL 5-programma Celebrity Pole Dancing, waarin BN'ers leren paaldansen. Hij viel af in de halve finale. In 2016 werd Wammes opgenomen in de turnselectie voor de Olympische Spelen in Rio de Janeiro. Bij de kwalificaties voor de meerkamp eindigde hij als 40ste, waardoor hij de finale misliep. Van september 2016 tot en met mei 2018 maakte Wammes deel uit van de cast van de show Mystère van het Cirque du Soleil in Las Vegas.
In september 2018 was Wammes te zien in het RTL 5-programma Adam Zkt. Eva VIPS waar hij naakt op zoek ging naar de ware liefde. Eind 2023 deed hij mee aan het televisieprogramma Serious Christmas. In 2024 was Wammes te zien als secret singer in het televisieprogramma Secret Duets.

## Privé
Wammes is een broer van de voormalige turnster Gabriëlla Wammes. In het dagelijks leven volgt hij sinds 2009 de HBO-opleiding Sportmanagement en Economie aan de Johan Cruijff University te Amsterdam. In datzelfde jaar verhuisde hij van 's-Hertogenbosch naar Amsterdam. Naast turnen werkt hij aan een carrière als dj. Wammes had een relatie met Rutger van Hesteren.
Begin 2009 had Wammes een vierjarig contract getekend bij Defensie voor de opleiding "Defensie Topsport Selectie". Binnen een week nadat Yuri van Gelder wegens cocaïnegebruik uit de Topsport Selectie was gezet, bleek ook Wammes te zijn ontslagen. Het ministerie wilde niet op de redenen ingaan maar gaf aan dat Wammes "niet geschikt was voor militaire dienst", Zelf zei Wammes er het volgende over: "Ik ben een beetje weggemoffeld. Ze zeiden dat ik mijn best niet deed. Vreemd is alleen dat dat tijdens de opleiding nooit ter sprake is gekomen. Het was best een shock. Als ik nu hoor dat ze de contracten van de meeste topsporters niet verlengen, denk ik er het mijne van."